# 水系
水系是指海洋、河流、湖泊等构成的水网系统，多依照江河、湖泊的支流和源流逐级形成的网状结构划分。

## 分类
水系的划分属于相对概念。大的江河水系由若干一级支流构成，一级支流又由若干二级支流构成，逐级延伸。以中国的长江水系为例：长江及其水网构成的水系分为若干主要水系，其最大的二级水系为洞庭湖水系，由其一级支流湘江、沅水、资江、澧水及诸河组成。

## 中国大陆
中国由于地域的宽广，气候和地形差异极大，境内河流主要流向太平洋，其次为印度洋，少量流入北冰洋，其水系多按江河最终流向划分，另外部分河流最终流入内陆咸水湖泊，诸多河流在内陆消失于沙漠，对这类未最终流入海洋的河流也称内陆水系，内陆水系多为内陆湖泊和河流构成。对境内流域范围较小，支流较少的入海河流归入独立水系。中国境内最大的内陆水系为塔里木河，由若干主干道及多级河流构成，所有水流汇入塔里木河湮没于沙漠，青海湖构成最大的湖泊水系；由水系构成的集水区称为流域。雅魯藏布江及印度河屬印度洋水系。額爾齊斯河屬北冰洋水系。

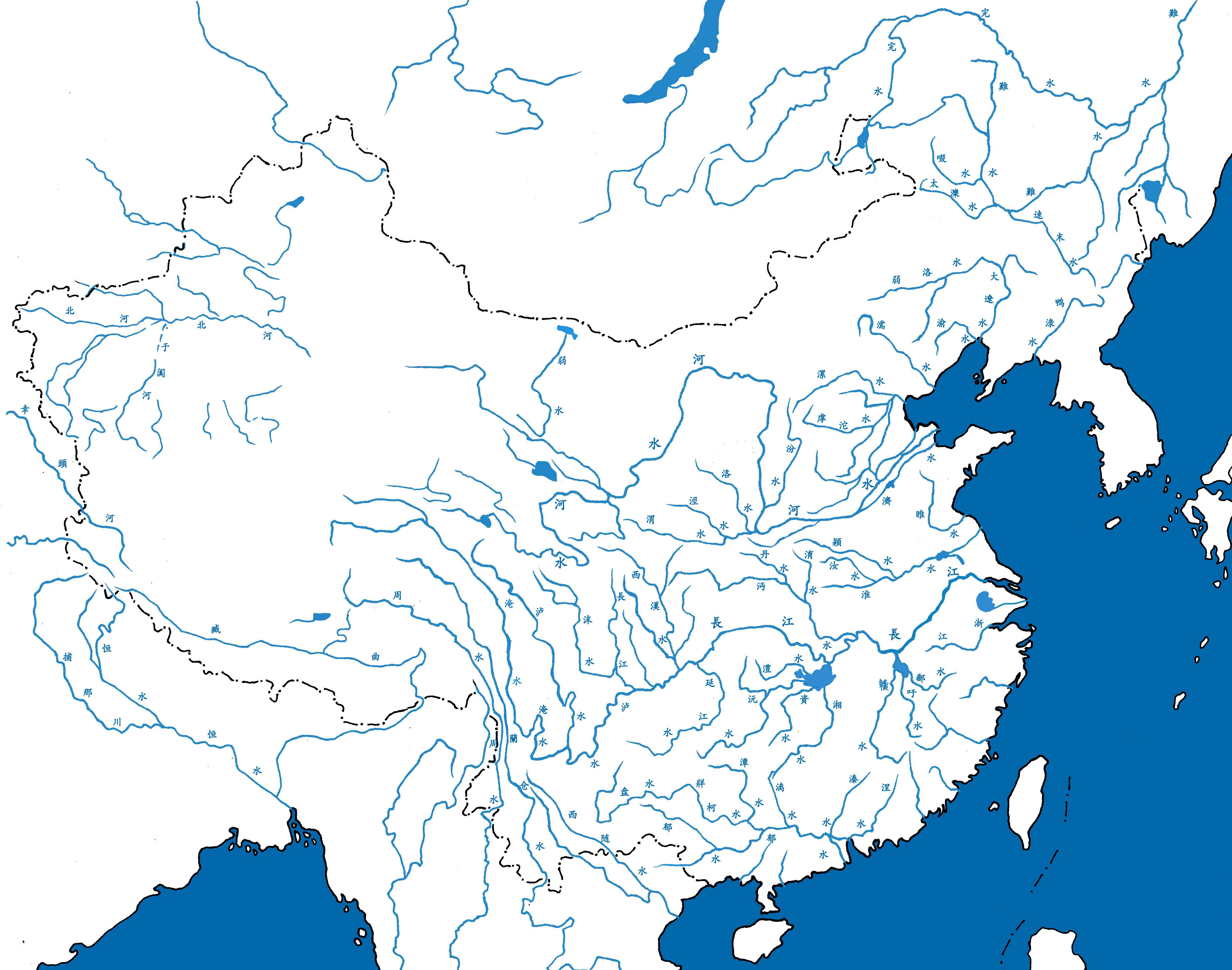
中國江河水系

中国境内“七大水系”均为河流构成，为“江河水系”，均属太平洋水系。“七大水系”以其主干流命名（参见：中國河流列表），分别为：
一说：
- 珠江水系
- 长江水系
- 黄河水系
- 淮河水系
- 海河水系
- 松花江水系
- 嫩江水系

另说
- 珠江水系
- 长江水系
- 黄河水系
- 淮河水系
- 海河水系
- 黑龙江水系
- 辽河水系

## 台灣
台灣的河流大致可分為太平洋水系及台灣海峽水系。

## 分水岭
分水岭指水系与水系之间分界线，较大水系的分水岭为山脉。

### 叶脉状

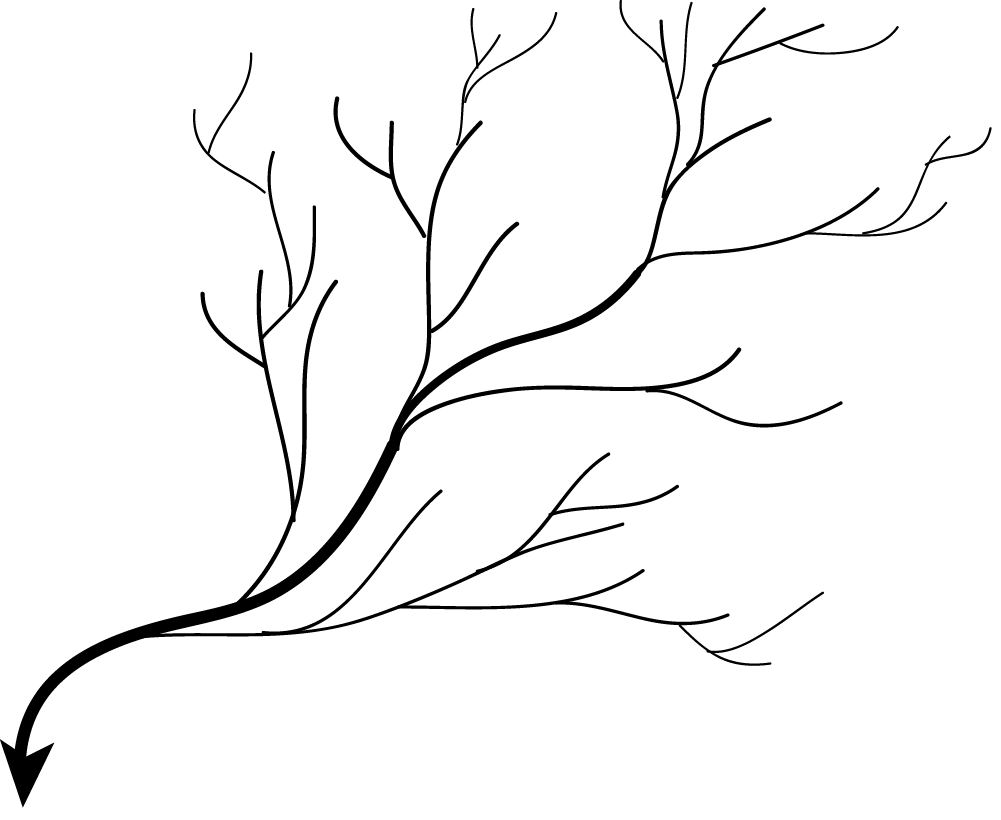
叶脉状

## 水系形状

### 向心状
中心點低，四周高，水往中心流動